# Kelpo Gröndahl
Kelpo Olavi Gröndahl (* 28. März 1920 in Pori; † 2. August 1994 ebenda) war ein finnischer Ringer.

## Werdegang
Gröndahl begann als Jugendlicher 1932 mit dem Ringen. Er wurde Mitglied im Ringerverein Reposaaren Kunto, der dem Finnischen Arbeitersportverband angehörte und dem er während seiner gesamten Laufbahn treu blieb. Er rang hauptsächlich im griechisch-römischen Stil. An den finnischen Meisterschaften beteiligte er sich seit 1940. Finnischer Meister wurde er erstmals 1943. Er gewann den Titel im Halbschwergewicht, der Gewichtsklasse, in der er ständig startete (bis 87 kg Körpergewicht). Seine internationale Laufbahn konnte Kelpo wegen des Zweiten Weltkrieges erst 1947 beginnen. Sein größter Erfolg war der Olympiasieg 1952 in Helsinki. Nach 1955 beendete er seine internationale Ringerlaufbahn, blieb aber für seinen Verein noch bis 1960 aktiv.
Nach seiner Ringerlaufbahn startete der als Hafenaufseher arbeitende Gröndahl eine Karriere als Politiker. Er war Abgeordneter im Stadtparlament von Pori und von 1962 bis 1970 finnischer Parlamentsabgeordneter für die linksgerichtete SKDL. Bei den Präsidentschaftswahlen 1956, 1962 und 1968 war er Wahlmann.
Verheiratet war er seit 1945 mit Anja Sylvia Nieminen.

## Sportliche Erfolge

### Internationale Laufbahn
(OS = Olympische Spiele, WM = Weltmeisterschaft, EM = Europameisterschaft, GR = griechisch-römischer Stil, Hs = Halbschwergewicht)
- 1947, 5. Platz, EM in Prag, GR, Hs, mit Siegen über Muharrem Candaş, Türkei und K. de Groot, Niederlande und einer Niederlage gegen Gyula Kovács, Ungarn;
- 1948, Silbermedaille, OS in London, GR, Hs, mit Siegen über Charles Istaz, Belgien, Erling Lauridsen, Dänemark, Umberto Silvestri, Italien, Peter Enzinger, Österreich und einer Niederlage gegen Karl-Erik Nilsson, Schweden;
- 1952, Goldmedaille, OS in Helsinki, GR, Hs, mit Siegen über Josef Schummer, Luxemburg, Max Leichter, Deutschland, Umberto Silvestri, Karl-Erik Nilsson und Schalwa Tschikladse, Sowjetunion;
- 1953, 2. Platz, WM in Neapel, GR, Hs, mit Siegen über Karl-Erik Nilsson, Gyula Kovács, L. Melgers, Niederlande, Kurt Rusterholz, Schweiz und einer Niederlage gegen August Englas, Sowjetunion

### Wichtigste Länderkämpfe
- 1952, UdSSR – Finnland, GR, Hs, Punktniederlage gegen August Englas,
- 1954, Schweden – Finnland, GR, Hs, Punktsieg über Viking Palm,
- 1954, Schweden – Finnland, GR, Hs, Punktniederlage gegen Karl-Erik Nilsson

### Finnische Meisterschaften
Kelpo Gröndahl gewann die finnische Meisterschaft im Hs, GR in den Jahren 1943, 1946, 1947, 1948, 1949, 1950, 1951, 1953, 1954 und 1955, im freien Stil 1949 und 1951. Meister des Arbeitersportverbandes TUL in beiden Stilarten wurde er insgesamt siebzehnmal.
Resultate bei den Meisterschaften des finnischen Ringerverbandes:
- 1943, 1. Platz, GR, Hs, vor Samppa Mäkelä und Paavo Sepponen
- 1946, 1. Platz, GR, Hs, vor Paavo Sepponen und Ahti Hautalammi
- 1947, 1. Platz, GR, Hs, vor Elmer Härmä und Mikko Mansikka
- 1948, 1. Platz, GR, Hs, vor Pauli Riihimäki und Viljo Heiskanen
- 1948, 1. Platz, FS, Sg, vor Pekka Mellavuo und Lenni Rajamäki
- 1949, 1. Platz, GR, Hs, vor Ivar Vacklin und Ragnar Martinpuro
- 1949, 1. Platz, FS, Hs, vor Evert Repo
- 1950, 1. Platz, GR, Hs, vor Pentti Päärilä und Evert Repo
- 1950, 1. Platz, FS, Hs, vor Ivar Vacklin und Vihtori Ahven
- 1951, 1. Platz, GR, Hs, vor Veikko Peräkorpi und Heikki Sepponen
- 1952, 1. Platz, GR, Hs, vor Matti Fagerroos und Veikko Peräkorpi
- 1952, 1. Platz, FS, Hs, vor Paavo Sepponen und Martti Knuutila
- 1953, 1. Platz, GR, Hs, vor Martti Knuutila und Veikko Lahti
- 1954, 1. Platz, GR, Hs, vor Ivar Vacklin und Antti Vuorela
- 1955, 1. Platz, GR, Hs, vor Pentti Jaskari und Paavo Saarijärvi

Resultate bei den Meisterschaften des Arbeitersportverbandes TUL:
- 1944, 1. Platz, GR, Hs, vor Viljo Martelius und Erkki Teerioja
- 1945, 1. Platz, GR, Hs, vor Pentti Vuotila und Viljo Kataja
- 1946, 1. Platz, GR, Hs, vor Jaakko Virta und Valä Mäkinen
- 1947, 1. Platz, GR, Hs, vor I. Teräs und Bruno Mäkinen
- 1948, 1. Platz, GR, Hs, vor Jaakko Virta und Ivar Vacklin
- 1949, 1. Platz, GR, Sg, vor Taisto Kangasniemi und Kaino Mäkelä
- 1949, 1. Platz, FS, Hs, vor Ivar Vacklin und Pentti Päärilä
- 1950, 1. Platz, GR, Hs, vor Viljo Heiskanen und Pauli Koivu
- 1950, 1. Platz, FS, Hs, vor A. Mykrä und O. Latva
- 1951, 1. Platz, GR, Hs, vor Pentti Päärilä und Viljo Heiskanen
- 1951, 1. Platz, FS, Hs, vor Pentti Päärilä und Ivar Vacklin
- 1952, 1. Platz, GR, Hs, vor Veikko Laulainen und Heikki Friberg
- 1952, 1. Platz, FS, Hs, vor Pentti Päärilä und Jaakko Vesanen
- 1953, 1. Platz, GR, Hs, vor Vilho Laulainen und Veikko Valtanen
- 1954, 1. Platz, FS, Hs, vor Sauli Autio und Erkki Kuorikoski
- 1955, 1. Platz, GR, Sg, vor Taisto Kangasniemi und Jaakko Virta
- 1956, 1. Platz, GR, Hs, vor Ivar Vacklin und Reino Aro